# Ананьев, Константин Николаевич
Константин Николаевич Ананьев — советский хозяйственный, государственный и политический деятель, Герой Социалистического Труда.

## Биография
Родился в 1910 году в Симбирске. Член КПСС с 1933 года.
С 1929 года — на хозяйственной, общественной и политической работе. В 1929—1967 гг. — главный инженер управления, уполномоченный, начальник радиоцентра, начальник отделов министерства, заместитель министра связи, начальник Управления радиорелейных магистралей и телевидения Министерства связи Киргизской ССР. 
Указом Президиума Верховного Совета СССР от 18 июля 1966 года присвоено звание Героя Социалистического Труда с вручением ордена Ленина и золотой медали «Серп и Молот».
Умер во Фрунзе в 1981 году.